# 전팔레스타인 보호령
전팔레스타인 보호령(محمية عموم فلسطين) 또는 단순히 팔레스타인(فلسطين)은 1948년 아랍-이스라엘 전쟁 당시 이집트 왕국이 점령한 영토에 들어선 미승인 보호국으로, 전팔레스타인 정부의 주도로 운영되었으며, 현재의 가자 지구에 해당한다. 보호국은 1948년 9월 22일 가자에서 결성되었으며, 대통령은 아랍고등위원회 회장을 맡았던 아민 알 후세이니였다. 보호국 선포 3달 후인 1948년 12월 전팔레스타인 정부는 카이로로 옮겼으며 다시 가자로 돌아가지 못해, 망명정부가 되었다. 1952년 아랍 연맹이 공식적으로 가자 지구를 이집트의 보호 하에 두기로 결정한 후, 전팔레스타인 정부의 행정력은 점차 감소하였으며, 1953년에는 정부가 명목상 해산되었으나, 총리직을 맡던 일미는 전팔레스타인의 대표 자격으로 아랍 연맹 회의에 참석하였다. 1959년 가자가 명목상 이집트에게 군사 점령되며, 전팔레스타인 보호국은 아랍 연합 공화국에 실질적으로 합병되었다.
전팔레스타인 보호국이 독립적인 재정이나 영향력을 행사하지 못한, 단순한 이집트의 속국이었는지, 아니면 팔레스타인 국가를 만드려는 훌륭한 시도였는지에 대한 의견은 분분히 갈린다. 전팔레스타인 정부는 영국 팔레스타인 위임통치령 전역에 대한 통치권을 주장하기는 했지만, 실질적으로 이스라엘과 트란스요르단에 의해 통치 지역은 가자를 벗어나지 못했다. 또한, 비록 이집트가 팔레스타인 영토를 공식적으로 합병하거나 합병하려고 시도하지는 않았지만, 전팔레스타인 보호국은 항상 실질적으로 이집트의 통치 하에 놓여 있었다. 이집트는 가자 거주민에게 국적을 주지 않았으며, 이집트로 자유롭게 들어올 수 있도록 허가하지도 않았다. 전팔레스타인 보호국은 자체적인 여권을 발행했는데, 이를 인정한 국가는 6개국뿐으로, 전부 아랍 국가였다.

## 이름
즈비 엘페레그에 따르면, '전팔레스타인'이라는 용어의 채택에는 팔레스타인 정부를 만드는 것이 분할 계획을 받아들이는 것이나 다름없다는 요르단 왕 압둘라 1세의 비판을 미연에 방지하려는 목적이 들어가 있었다.

## 역사

### 배경
기존에 팔레스타인을 통치하던 영국 위임통치령은 예정대로 5월 15일 종료되었다. 팔레스타인 아랍인 공동체는 1945년 아랍 연맹이 결성한 아랍고등위원회를 제외하고는 정부, 행정부, 군대를 가지지 못해, 1948년 4월 12일 아랍 연맹의 발표와, 팔레스타인 유대인에 비해 아랍의 군사력이 더 강할 것이라는 예상에만 의지하는 상태였다. 하지만 전쟁이 발발한 후 아랍 측이 압도적인 승리를 거두지 못하고, 압둘라 1세가 서안 지구를 합병하려고 시도하자, 전팔레스타인 정부 결성 등 새로운 정치적 시도가 진행되었으나, 전쟁이 끝날 즈음에는 고등위원회의 영향력이 없다시피할 정도로 감소하였다.
제1차 중동 전쟁 도중 이집트는 아랍 연맹의 지지 하에 가자에서 팔레스타인 정부의 결성을 지원하였다. 1948년 6월 1일자의 이집트 각료령에서는 위임통치령 시기의 법령이 가자 지구에서 계속 적용할 것이라고 선포하였으며, 8월 8일자의 각료령에서는 이집트 고등행정관이 영국 고등판무관의 권력을 가질 것이라고 확정하였다.

### 결성
전팔레스타인 보호국은 1948년 9월 22일에 제1차 중동 전쟁 당시 이집트 왕국이 점령한 가자 지역 월경지의 중심인 가자에서 결성되었다. 대통령은 아랍고등위원회 회장을 맡았던 아민 알 후세이니가, 총리는 아흐메드 일미 파샤가 맡았다. 보호국 선포 3달 후인 1948년 12월, 전팔레스타인 정부는 카이로로 옮겨졌으며, 다시는 가자로 돌아가지 못해, 망명정부가 되었다.

### 쇠퇴 및 해체
1952년 가자 지구를 공식적으로 이집트의 보호 하에 둔다는 아랍 연맹의 결의안 통과 후, 전팔레스타인 정부의 행정권은 점차 감축되었다. 1953년에는 정부가 공식적으로 해산되었으나, 총리 일미는 팔레스타인 대표 자격으로 계속 아랍 연맹 회의에 참석하였다. 1959년 가자 지구가 공식적으로 이집트의 군사 점령 하에 놓이며, 보호국은 실질적으로 아랍 연합 공화국에 합병되었다.

## 대외 관계
10월 12일 이집트를 시작으로 시리아와 레바논(13일), 사우디아라비아(14일), 예멘(16일)이 전팔레스타인 보호국을 승인하였다. 이라크 또한 10월 12일에 보호국을 승인하였으나, 공식적으로 발표하지 않았다.
얼마 후 예리코 회담에서 트란스요르단의 압둘라 1세가 '아랍 팔레스타인의 왕'으로 선포되었으며, 압둘라 1세는 아랍 팔레스타인과 트란스요르단을 통일하자는 명목 하에 서안 지구를 합병하겠다고 발표하였다. 아랍 연맹 회원국은 압둘라 1세의 계획에 반대 의사를 보였다. 영국과 미국은 요르단을 지지하였다.
제1차 중동 전쟁은 1949년 2월 24일 휴전 협정을 통해 종전을 맞이했으며, 이 과정에서 가자 지구의 경계가 확정되었다. 전팔레스타인 정부는 휴전 협정에 참여하지 못했다.

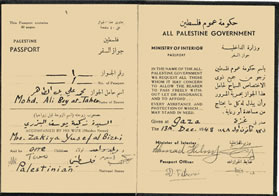
1948년 전팔레스타인 보호국에서 발행한 여권.

비록 이집트가 팔레스타인 영토를 공식적으로 합병하거나 합병하려고 시도하지는 않았지만, 전팔레스타인 보호국은 항상 실질적으로 이집트의 통치 하에 놓여 있었다. 이집트는 가자 거주민에게 국적을 주지 않았으며, 이집트로 자유롭게 들어올 수 있도록 허가하지도 않았다. 전팔레스타인 보호국은 자체적인 여권을 발행했는데, 이를 인정한 국가는 6개국뿐으로, 전부 아랍 국가였다. 전팔레스타인 정부가 사라진 후 여권 발행도 중단되었는데, 일부 국가는 여권의 효력을 계속 인정하기도 했다.
전팔레스타인 보호국은 팔레스타인 난민을 돕기 위한 자금을 전부 이집트 정부와 유엔 팔레스타인 난민 구호 사업 기구에게 의존했다.

## 정치

### 정부
전팔레스타인 정부는 제1차 중동 전쟁 도중인 1948년 9월 22일 전팔레스타인 보호국을 통치하기 위해 아랍 연맹이 설립한 정부로, 트란스요르단을 제외한 모든 아랍 연맹 회원국이 승인하였다. 전팔레스타인 정부의 통제 범위는 팔레스타인 위임통치령 전역이라고 선포되기는 하였지만, 현실적인 행정 지역은 전팔레스타인 보호국(가자 지구)을 넘지 못했다. 대통령은 아랍고등위원회 회장을 맡았던 아민 알 후세이니, 총리는 아흐메드 일미 파샤였다.
새 정부에는 행정 능력, 공공 서비스, 자금, 군대 모두 없었다. 전팔레스타인 보호국은 1917년 아랍 봉기 당시 사용하던 깃발을 채택하였으며, 팔레스타인을 해방시킨다는 명목 하에 성전군을 부활시켰다. 정부는 1953년 이집트에 의해 총리를 제외하고 모두 해산되었다.

### 국민평의회
1948년 10월 1일 아민 알 후세이니를 중심으로 전팔레스타인 국민평의회가 결성되었다. 국민평의회에서는 팔레스타인 전체의 독립 선언, 예루살렘의 수도 지정 등 여러 결의안을 발표하였다. 국민평의회는 전팔레스타인 보호국에서 입법부의 역할을 했다.

## 군사
전팔레스타인 정부는 '팔레스타인 해방'을 내세워 성전군을 재건하였으나, 현실적으로 제1차 중동 전쟁의 패배에서 회복하지 못했고, 팔레스타인 페다인(저항군)의 집합일 뿐이었다.

## 지리
영국의 팔레스타인 위임통치령 중 전팔레스타인 정부가 통제한 부분은 가자 지구 뿐이었다. 위임통치령의 다른 지역은 이스라엘의 일부가 되었거나, 트란스요르단에 합병되었다.

## 해산 이후
1959년 전팔레스타인 보호국이 명목 상 이집트에게 군사 점령되며, 실질적으로 아랍 연합 공화국으로 합병되었다.
1957년 이집트에서 가자 기본법을 통해, 법을 고등행정관에게 제출할 권리를 가진 입법 의회가 결성되었다. 1962년 이집트 점령 하의 가자에서 선거가 실시되어, 의회 구성원으로 팔레스타인인 22명이 선출되었다.

## 같이 보기
- 요르단의 서안 지구 합병